# José Luis Amadoz
José Luis Amadoz Villanueva (Marcilla, 9 de octubre de 1930-Pamplona, 23 de septiembre de 2007) fue un psiquiatra y poeta español, cofundador de Río Arga, revista navarra de poesía, de la que llegó a ser, además de colaborador, director y miembro del consejo de redacción. Fue también uno de los socios fundadores del Ateneo Navarro.

## Biografía
Nacido en Marcilla, donde su padre era practicante, vivirá allí hasta 1942. La familia se traslada a Pamplona donde estudiará en el instituto Ximénez de Rada (actual instituto Plaza de la Cruz). En 1953 se gradua en Medicina por la Universidad de Zaragoza y se traslada a Madrid, a la Universidad Complutense, donde obtiene en 1958 el doctorado tras trabajar como investigador en el Consejo Superior de Investigaciones Científicas. Posteriormente realizó estudios de Filosofía y Letras (Filosofía) en esa universidad de Madrid siendo alumno de Dámaso Alonso y Carlos Bousoño. También será durante estos años habitual en el Café Gijón donde conoce a unos jóvenes Antonio Gala, Claudio Rodríguez, Francisco Umbral y también publicará sus primeros poemas en Poesía española, Caracola, etc).
En 1959 se traslada a Pamplona, oposita y obtiene plaza en la Seguridad Social donde llegará a ser Jefe de Servicio de Psiquiatría. Abrirá, al mismo tiempo, su consulta privada. Será por circunstancias laborales que conozca a Ángel Urrutia, amigo de Jesús Górriz y, de ahí a los escritores de Pregón.
En los años 60, de la mano de estos dos poetas, participa en las tertulias frecuentes del Café “Niza” y en el “Club Viana”, junto con Víctor Manuel Arbeloa e Hilario Martínez Ubeda (ambos también colaboradores asiduos de Pregón), y será con ello donde se geste la aventura editorial del Proyecto Morea en la cual. Será aquí donde surja unos años más tarde el iniciativa de publicar Río Arga.

## Obras
Llegará a ser uno de los máximos colaboradores de Río Arga donde realizará una poesía de las más complejas.

«Sus límites trascienden hacia un espacio cósmico, donde el hombre está inmerso, sujeto a una incesante creación infinita».

Destacar sus tres poemarios:
- En 1963, “Sangre y vida” (Pamplona, Ed. Morea).
- En 1966, “Límites de exilio” (Pamplona, Ed. Morea).
- En 1980, “El libro de la creación” (Pamplona, autoeditado).

En el umbral de su vida el Gobierno de Navarra publica su obra recopilando esos tres poemarios más otros cinco inéditos, publicados en Río Arga:
- En 2006, “Obra poética. José Luis Amadoz (1955-2005)”.[9]